# مصوع

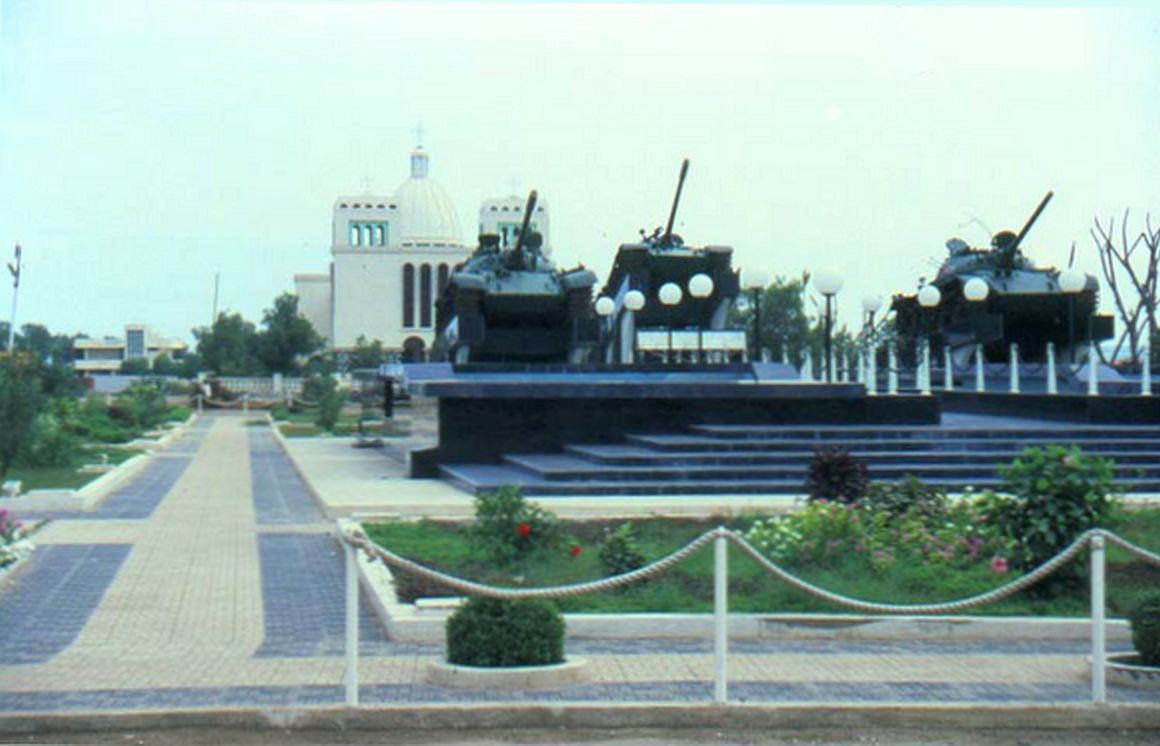
ميدان نصب ضحايا الحرب في مصوع

مصوّع أو باضع هي إحدى مدن إريتريا التي تطل على ساحل البحر الأحمر وكانت تمثل ميناءً تاريخياً هاماً لعدة قرون. بلغ عدد سكان المدينة في 2004 قرابة 36.700 نسمة.
خضعت المدينة لاستعمار عدة بلدان منها مصر والدولة العثمانية وإيطاليا وبريطانيا وأخيراً أثيوبيا، حتى نالت إريتريا استقلالها في 1991.
كانت مصوّع عاصمة لمستعمرة إريتريا الإيطالية حتى نُقل مقر الحكومة الإستعمارية إلى أسمرة في 1897.
تتميز المدينة بمزيجها السكاني الذين يعود معظمهم إلى أصول عربية يمنية.[بحاجة لمصدر]

## الأسماء القديمة وباضع في كتب التاريخ واللغة
باضع هي الميناء الأول للقطر وأقدم مدنها الأولى على الإطلاق ومهبط أول بعثة إسلامية إلى البلاد الخارجية التي دخل الدين الإسلامي على يدها لأول مرة، ولها ثلاث أسماء: باضع، وباصع، ومسوّ.
الأول: باضع بالضاد المعجمة وبه عرفت في كثير من كتب الحديث واللغة والتاريخ كما ذكره الحافظ ابن عساكر في تاريخ الشام، والأسيوطي في جمع الجوامع، وحسام الدين الهندي في كنز العمال، ومجد الدين الشيرازي في القاموس المحيط، والزبيدي في تاج العروس، وابن منظور الأفريقي في لسان العرب، وأبو حسن المسعودي في مروج الذهب، وياقوت الحموي في معجم البلدان، والمقريزي في كتابه المواعظ والاعتبار، والقلقشندي في صبح الاعشى.
والثاني: باصع بالصاد المهملة وقد ذكرته كتب اللغة المتقدمة آنفا ومعروف ومستعمل لدى السكان الآن أكثر من سابقه.
والثالث: مسوّ بفتح الميم والسين والواو المشددة كما ذكره البستاني اللبناني في دائرة المعارف وكما في النطق الأفرنجي. وهي تسمية حدثت في أواخر القرن الثالث الهجري والقرن التاسع عشر الميلادي كما يشير إليه «دانتى أودرسو» في كتابه «تاريخ مصوع» تسمية باسم قاضيها الشهير السيد القاضي محمد المساوي أو مسوّ نسبه لآل البيت النبوي وهو صاحب المسجد الأثري الموجود فيها إلى الآن، وكلمة مصوع بالصاد والعين تحريف عن مسوّ، وفي بعض الكتب ناصع بالنون وهو خطأ مطبعي فقط لا غير.

## الجغرافيا
تقع مصوع على البحر الأحمر في الطرف الشمالي لخليج زولا بجانب أرخبيل دهلك. ومعظم أجزائها محاطة بالبحر الأحمر وسلسلة جبال قدم ويبلغ متوسط درجة الحرارة فيها إلى 30 درجة مئوية/86 درجة فهرنهايت وهي واحدة من أعلى المعدلات الموجودة في العالم وتعد «واحدة من أكثر المناطق الساحلية البحرية سخونة في العالم.»
ويتحدث سكانها العفارية و العربية.

## التاريخ

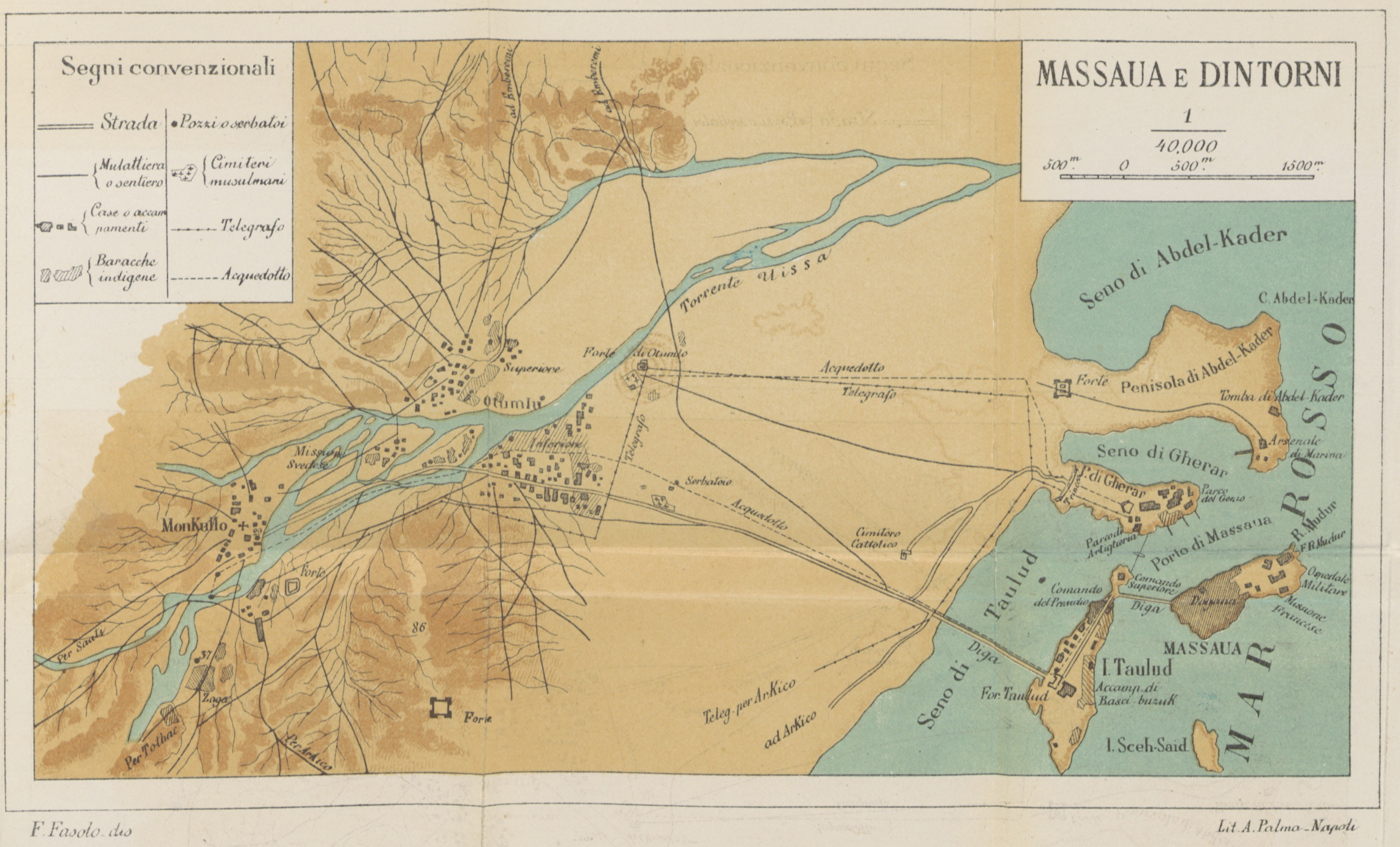
خريطة تاريخية لمصوع

كانت مصوع في الأصل عبارة عن قرية ساحلية صغيرة، تقع في أراضي متلاصقة مع مملكة أكسوم - المعروفة أيضاً باسم مملكة زولا في العصور القديمة - يحجبها ميناء أدوليس القريب على بعد حوالي 50 كم (31 ميل) إلى الجنوب. حَكَمّت أو احتَلّت مصوع سلسلة من الأنظمة السياسية عبر تاريخها، بما في ذلك إمبراطورية أكسوم، الحبشة، إريتريا الإيطالية والدولة العثمانية. بعد سقوط أكسوم في القرن الثامن، دانت المنطقة المحيطة بمصوع والمدينة نفسها إلى الخلافة الأُموية من 702 إلى 750 م. ثم خضعت مصوع لحكم شعب البجا أيضاً عبر مملكة البجة في إريتريا من 740 إلى القرن الرابع عشر. وقعت مصوع بين سلطنات قطعة وبقلين ودهلك ومدري بحري وهي مملكة إريترية (خلال القرنين الرابع عشر والتاسع عشر)، اكتسبت نفوذاً في أوقات مختلفة وحكمت مصوع. أصبحت المدينة الساحلية أيضاً تحت سيطرة شعب البلو (مملكه بلي)، من خلال مملكة بالاو في إريتريا (خلال القرنين الثاني عشر والخامس عشر). في هذا الوقت، شُيدّ مسجد الحنفي، أحد أقدم المساجد في البلاد، في جزيرة مصوع.

### أول مسجد في الإسلام
يقال إن المدينة بها أقدم مسجد في أفريقيا وهو مسجد الصحابة. وبحسب ما ورد فقد بناه صحابة النبي محمد (صلى الله عليه وسلم) الذين هربوا من اضطهاد المكيين. حيث أمرهم الرسول بالهجرة إلى الحبشة لأن بها ملكاً عادلاً وكان على رأس الصحابة جعفر بن أبي طالب ابن عم النبي وكانت هذه أول هجرة للمسلمين إلى الحبشة.
كانت مصوع أول ما وطئت أقدامهم من الحبشة، فتوضأوا وصلوا في هذا المكان، حيث بنوا مسجداً رفعوا فيه أول آذان جهراً في الإسلام، وفي ذلك الوقت كان اتجاه القبلة ناحية بيت المقدس. وذلك عام 615 م أي بعد خمس سنوات من الرسالة النبوية.
حالياً، المحراب هو كل ما تبقى من المسجد، الذي ما زالت قبلته تتجه نحو المسجد الأقصى منذ أكثر من 1400 عام ولم يعيد الإريتريون بنائه حتى لا يفقد قيمته. فالحجر المستخدم في بناءه، حجر بحرى يتحمل أنواع الرطوبة المختلفة، ويظهر ذلك في الصخور البحرية المليئة بالصدف. وقد اعتاد الإريتريون الصلاة في المسجد في عيدى الفطر والأضحى وذلك تيمناً بالمكان، وتخليداً لأول زيارة للصحابة وأول هجرة في الإسلام.

### حكم الحداربة
كان الملك بشر بن مروان بن إسحق البلوي من من أشهر ملوك بلي وأمه من ربيعة «بعض المؤرخين ينسبه إلى أمه الحدربية البلوية ويقول أنه ربيعي الأب» وبسط أمراء هذا البيت نفوذهم على ممالك البجة المترامية الأطراف من مصوع حتى جنوب أسوان وتولوا حكوماتها بتقليد من مصر وكان أمير البجة يلقب (الحدربي) نسبة إلى العنصر الممتاز وكان يكتب له في الأبواب السلطانية المصرية حتى أوائل القرن التاسع الهجري بالعنوان الآتي: المجلس السامي الأميري الحدربي وبقوا على هذه الحالة حتى آخر عهد المماليك، وكان تحت بشر بن مروان ثلاثة آلاف محارب من ربيعة ومضر واليمن وثلاثين ألفاً من الحداربة من مسلمي البجا ممن أسلموا نتيجة لتداخلهم مع ربيعة.

### الحكم البرتغالي

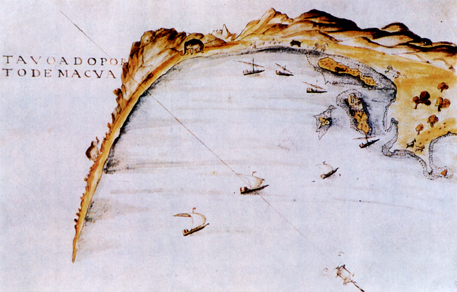
رسم الدون جواو كاسترو، لميناء مصوع عام 1541 في كتابه "خارطة البحر الإرجواني"

ضمن صراعهم من أجل السيطرة على البحر الأحمر، انتهى المطاف بالبرتغاليين بغزو مصوع (Maçuá بالبرتغالية) وحرقيقو في 1513 بقيادة ديوغو لوبيز دي ألبيرغاريا وهي الميناء الذي استخدموه للنفاذ إلى أراضي الحلفاء في إثيوبيا لمحاربة العثمانيين. أصدر الملك مانويل الأول أوامره أولاً ببناء حصن لم يُبن مثله من قبله. ومع ذلك، أثناء الوجود البرتغالي، هُجرّ كما هُجرّت الصهاريج والآبار الموجودة المستخدمة لإرواء البحرية البرتغالية. وقد رسمّ الدون جواو دي كاسترو ميناء مصوع عام 1541 في كتابه «خارطة البحر الإرجواني» بينما كان في طريقه لمهاجمة الطور والسويس. كان قبطان حرقيقو هو البرتغالي غونزالو فيريرا وهو ثاني ميناء على الساحل يؤمن وجود الأساطيل البرتغالية وصيانتها كلما تعرض ميناء مصوع لتهديد من الوجود التركي.
حتى منتصف القرن السابع عشر، كانت مصوع هي الميناء الرئيسي الذي يستخدمه البرتغاليون، للبقاء على اتصال مع حلفائهم المسيحيين الرئيسيين في المنطقة.

### الحكم العثماني
برزت مدينة مصوع عندما استولت عليها الدولة العثمانية في 1557. حيث جعلها العثمانيون عاصمة لإيالة الحبشة. في عهد أوزدمير باشا، حاولت القوات العثمانية بعد ذلك احتلال باقي إريتريا. لكن نظراً للمقاومة إضافة إلى المطالب المفاجئة وغير المتوقعة بالمزيد، فإن العثمانيين لم يغزو بقية إريتريا. وضعّت السلطات العثمانية المدينة ومناطقها النائية تحت سيطرة أحد الأرستقراطيين من شعب بيلو، الذي عينوه «ناواب مصوع» وجعلوه مسؤولاً أمام الوالي العثماني في سواكن. ومع ذلك، بنى العثمانيون أجزاءً من بلدة مصوع القديمة في جزيرتها في ميناء بارز على البحر الأحمر. هذه المباني مع مدينة مصوع القديمة ما زالت باقية حتى يومنا هذا، بعد أن صمدت في وجه كل من الزلازل والحروب التي شملت قصفاً جوياً. كانت الأنظمة الحاكمة متقطعة لفترات طويلة وبالنهاية أصبحت مصوع ملكية إيطالية في 1885.

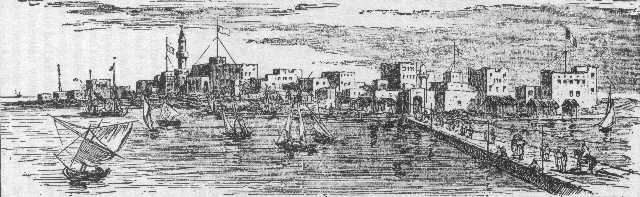
مصوع خلال القرن التاسع عشر

في 1846، أصبحت مصوع وبعدها جزء كبير من الساحل الشمالي الشرقي للبحر الأحمر، تحت حكم خديوي مصر بموافقة العثمانيين.
لكن بعد هزيمة مصر في معركة جورا، تلاشت السيطرة المصرية على الميناء. وبمساعدة البريطانيين، خضعت المدينة في النهاية لسيطرة الإيطاليين وأصبحت جزءاً من مستعمرة إريتريا الإيطالية في 1885.
بدأ المستعمرون الإيطاليون في الاستيطان في منطقة الميناء في أوائل تسعينيات القرن التاسع عشر.

### الحكم الإيطالي

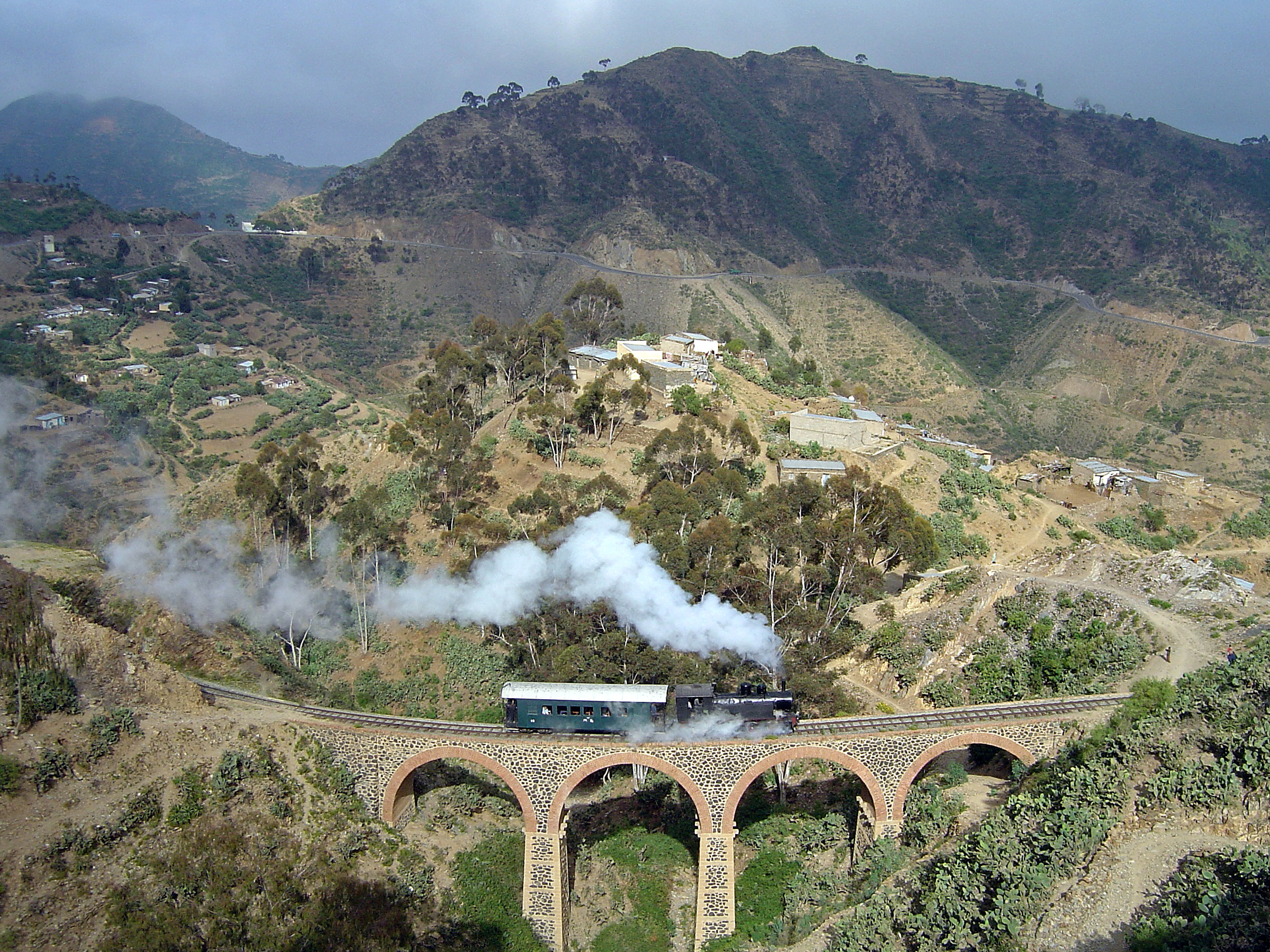
قطار بين أسمرة ومصوع

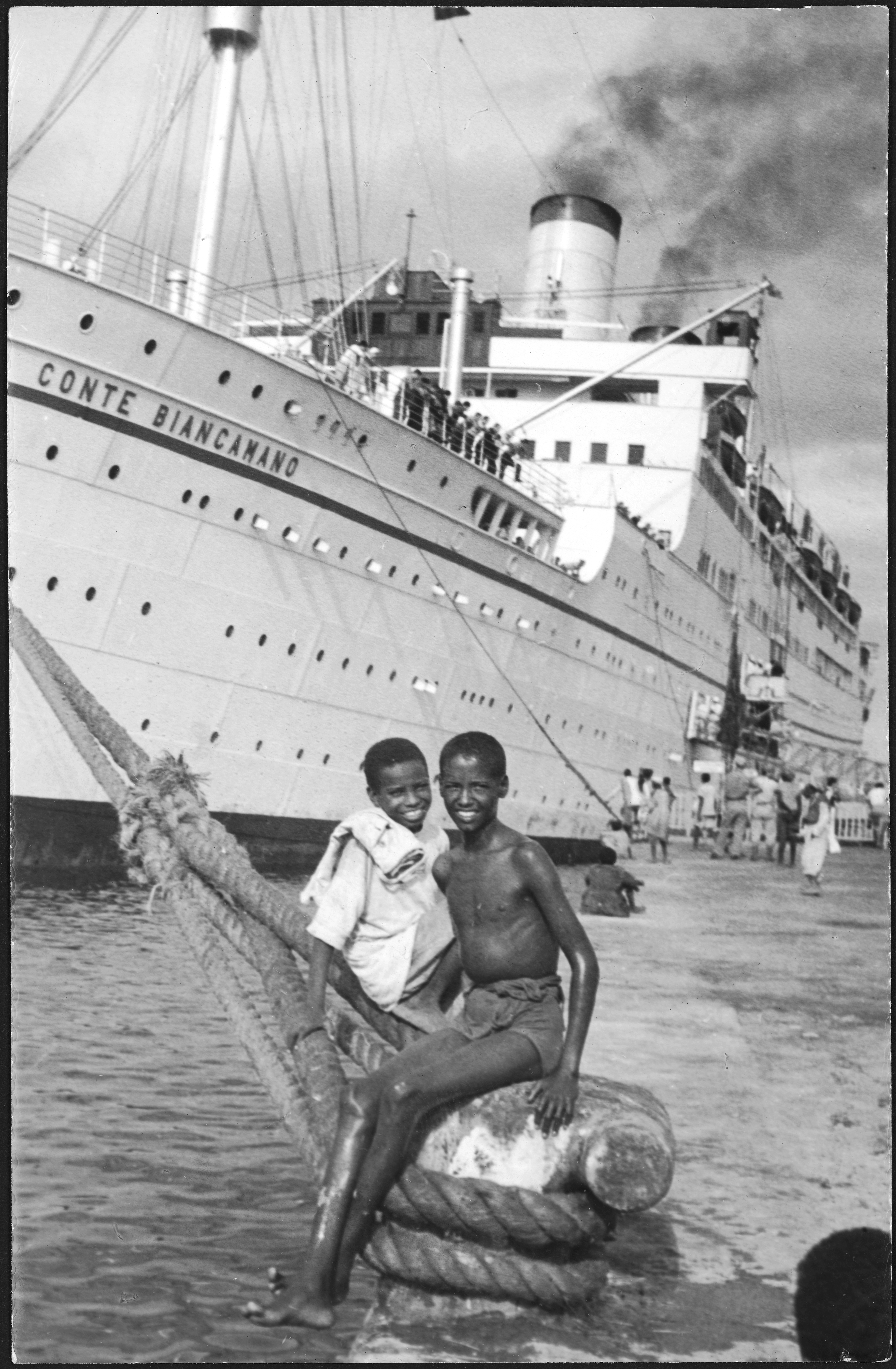
صبيان إريتريان أمام سفينة إيطالية خلال النصف الأول من القرن العشرين

في نهاية القرن التاسع عشر، أنشأت المملكة الإيطالية ميناءاً حديثاً في مصوع لمستعمرتها الإريترية المكتسبة حديثاً. في 1885-1897، كانت مصوع (في التهجئة الإيطالية: «ماساوا») بمثابة عاصمة المنطقة، قبل أن ينقل الحاكم فيرديناندو مارتيني إدارته إلى أسمرة. ساعد هجوم راس آلولة على دوغالي المجاورة على التعجيل بالحرب الإيطالية الإثيوبية الأولى. أنهت الهزيمة الكارثية للإيطاليين في معركة عدوة آمالهم في التوسع أكثر في المرتفعات الإثيوبية لمدة عقد من الزمان وجلبت الاعتراف الدولي للإمبراطورية الإثيوبية المشكلة حديثاً لمنليك الثاني.
تعرضت المستعمرة الإيطالية للزلازل المتكررة. دمّر زلزال عام 1921 معظم المدينة بالكامل؛ بحيث استغرق الأمر حتى 1928 حينما استعاد الميناء نشاطه تماماً، مما أعاق في البداية طموحات الاستعمار الإيطالي.

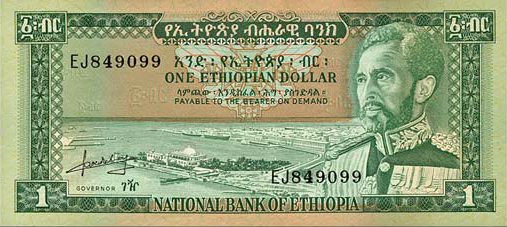
منظر لميناء مصوع على ورقة الدولار الإثيوبي، عهد هيلا سيلاسي

أصبحت مصوع أكبر وأسلم ميناء على الساحل الشرقي لأفريقيا وأكبر ميناء ذو مياه عميقة على البحر الأحمر. بين 1887 و 1932، وسعّ الإيطاليون السكك الحديدية الإريترية وربطوا مصوع بأسمرة ثم بنشيا بالقرب من الحدود السودانية وأكملوا تلفريك أسمرة-مصوع. بطول 75 كم (47 ميل)، الذي اعتبر وقتها أطول ناقل بالحبال في العالم.
في 1938، كان عدد سكان مصوع 15.000 نسمة، منهم 2000 إيطالي: تطورت المدينة نتيجة خطة معمارية مماثلة لتلك الموجودة في أسمرة، بمنطقة تجارية وصناعية.
خلال الحرب العالمية الثانية كانت مصوع هي المقر الرئيسي لأسطول البحر الأحمر التابع للبحرية الملكية الإيطالية. عندما سقطت المدينة خلال حملة شرق إفريقيا، أُغرقّ عدداً كبيراً من السفن الإيطالية والألمانية في محاولة لمنع استخدام ميناء مصوع.

## وسائل النقل
تُعتبر مصوع موطناً لقاعدة بحرية ورصيف كبير لمراكب الداو. كما يوجد بها محطة قطار على خط السكة الحديد المؤدي إلى أسمرة. تبحر العبّارات إلى جزر دهلك وجزيرة الشيخ سعيد القريبة، المعروفة أيضاً باسم الجزيرة الخضراء.
بالإضافة إلى ذلك، تُلبّي احتياجات النقل الجوي للمدينة عبر مطار مصوع الدولي.

## المعالم الرئيسية
تشمل المباني البارزة في المدينة ضريح الصحابة، بالإضافة إلى مسجد الشيخ حنفي الذي يعود تاريخه إلى القرن الخامس عشر ومنازل مختلفة من المرجان. نجّت العديد من المباني العثمانية، مثل البازار المحلي. تشمل المباني اللاحقة القصر الإمبراطوري، الذي بُني في الفترة من 1872 إلى 1874 لصالح فيرنر منزينجر. كاتدرائية القديسة ماري؛ وبنك إيطاليا من عشرينات القرن الماضي. جرى إحياء ذكرى حرب الاستقلال الإريترية عبر نصب تذكاري لثلاث دبابات في وسط مصوع.

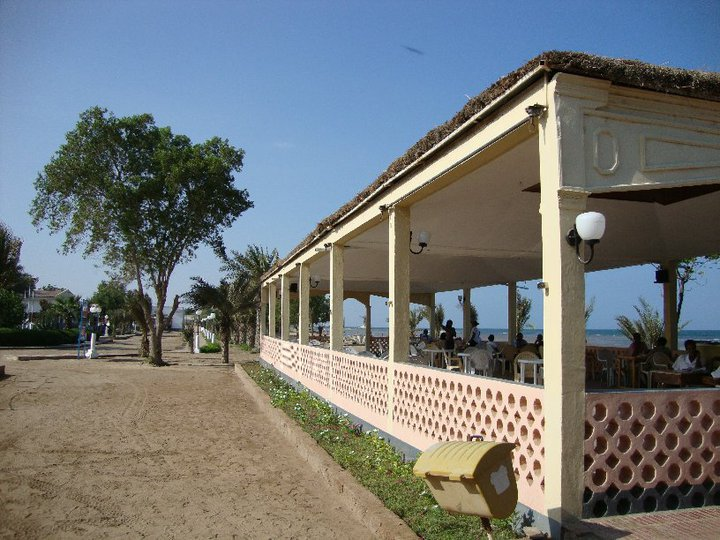
شاطئ في مصوع
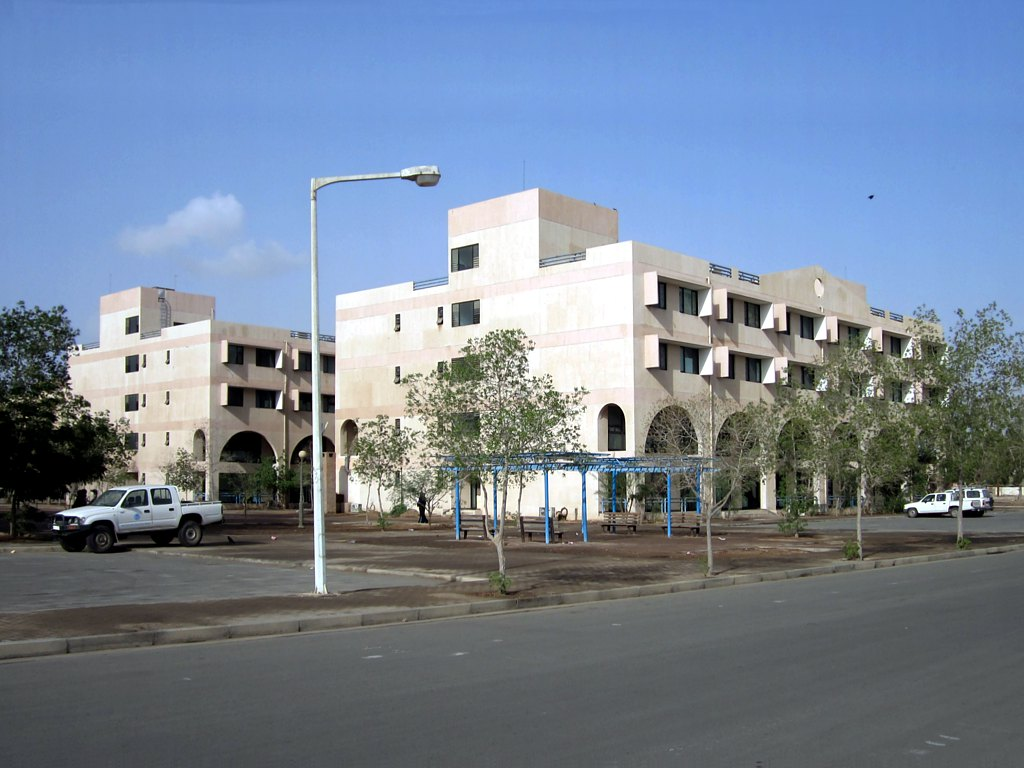
مجمع سكني في مصوع
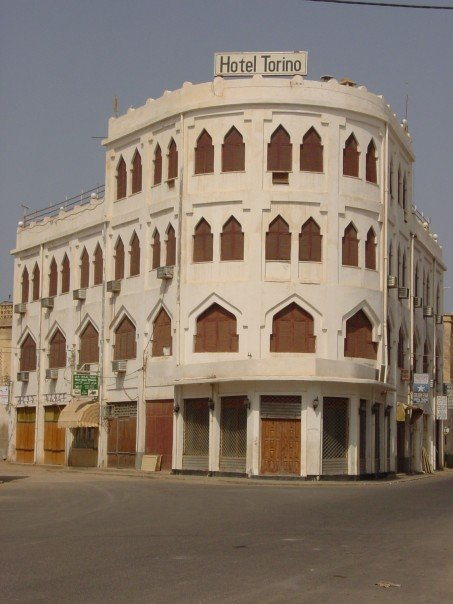
"فندق تورينو" (بني في 1938)، مثال على فن العمارة المتأثر بمدينة البندقية، يقع في الحي القديم من المدينة

 .

## المناخ
يتسم مناخ مصوع بأنه مناخ صحراوي حار (تصنيف كوبن للمناخ). تستقبل المدينة كمية منخفضة جداً من متوسط كمية هطول الأمطار السنوية، يبلغ مجملها حوالي 185 ملم أو 7.28 بوصة وتتعرض باستمرار لدرجات حرارة عالية جداً خلال النهار والليل. يقترب متوسط درجة الحرارة السنوية من 30 درجة مئوية أو 86 درجة فهرنهايت وهي واحدة من أعلى المعدلات الموجودة في العالم. تمتاز مصوع بالرطوبة العالية في الصيف على الرغم من كونها مدينة صحراوية. هذا المزيج من حرارة الصحراء والرطوبة العالية يجعل درجات الحرارة الظاهرة تبدو أكثر شدة. وعادة ما تكون السماء صافية ومشرقة طوال العام.
| البيانات المناخية لـمصوع (من 1961 إلى 1990)    | البيانات المناخية لـمصوع (من 1961 إلى 1990) | البيانات المناخية لـمصوع (من 1961 إلى 1990) | البيانات المناخية لـمصوع (من 1961 إلى 1990) | البيانات المناخية لـمصوع (من 1961 إلى 1990) | البيانات المناخية لـمصوع (من 1961 إلى 1990) | البيانات المناخية لـمصوع (من 1961 إلى 1990) | البيانات المناخية لـمصوع (من 1961 إلى 1990) | البيانات المناخية لـمصوع (من 1961 إلى 1990) | البيانات المناخية لـمصوع (من 1961 إلى 1990) | البيانات المناخية لـمصوع (من 1961 إلى 1990) | البيانات المناخية لـمصوع (من 1961 إلى 1990) | البيانات المناخية لـمصوع (من 1961 إلى 1990) | البيانات المناخية لـمصوع (من 1961 إلى 1990) |
| الشهر                                          | يناير                                       | فبراير                                      | مارس                                        | أبريل                                       | مايو                                        | يونيو                                       | يوليو                                       | أغسطس                                       | سبتمبر                                      | أكتوبر                                      | نوفمبر                                      | ديسمبر                                      | المعدل السنوي                               |
| ---------------------------------------------- | ------------------------------------------- | ------------------------------------------- | ------------------------------------------- | ------------------------------------------- | ------------------------------------------- | ------------------------------------------- | ------------------------------------------- | ------------------------------------------- | ------------------------------------------- | ------------------------------------------- | ------------------------------------------- | ------------------------------------------- | ------------------------------------------- |
| متوسط درجة الحرارة الكبرى °م (°ف)              | 29.1 (84.4)                                 | 29.4 (84.9)                                 | 31.8 (89.2)                                 | 33.9 (93.0)                                 | 36.8 (98.2)                                 | 40.2 (104.4)                                | 40.8 (105.4)                                | 40.3 (104.5)                                | 38.7 (101.7)                                | 35.6 (96.1)                                 | 33.1 (91.6)                                 | 30.5 (86.9)                                 | 35.0 (95.0)                                 |
| المتوسط اليومي °م (°ف)                         | 24.3 (75.7)                                 | 24.3 (75.7)                                 | 25.9 (78.6)                                 | 27.9 (82.2)                                 | 30.0 (86.0)                                 | 33.0 (91.4)                                 | 34.3 (93.7)                                 | 33.9 (93.0)                                 | 32.1 (89.8)                                 | 29.5 (85.1)                                 | 27.1 (80.8)                                 | 25.2 (77.4)                                 | 29.0 (84.2)                                 |
| متوسط درجة الحرارة الصغرى °م (°ف)              | 19.1 (66.4)                                 | 19.1 (66.4)                                 | 20.1 (68.2)                                 | 21.8 (71.2)                                 | 23.5 (74.3)                                 | 25.7 (78.3)                                 | 27.7 (81.9)                                 | 27.5 (81.5)                                 | 25.5 (77.9)                                 | 23.3 (73.9)                                 | 21.0 (69.8)                                 | 19.7 (67.5)                                 | 22.8 (73.0)                                 |
| معدل هطول الأمطار مم (إنش)                     | 34.7 (1.37)                                 | 22.2 (0.87)                                 | 10.2 (0.40)                                 | 3.9 (0.15)                                  | 7.6 (0.30)                                  | 0.4 (0.02)                                  | 7.8 (0.31)                                  | 7.8 (0.31)                                  | 2.7 (0.11)                                  | 22.4 (0.88)                                 | 24.1 (0.95)                                 | 39.5 (1.56)                                 | 183.3 (7.23)                                |
| متوسط الأيام الممطرة (≥ 1.0 mm)                | 3.1                                         | 2.0                                         | 1.6                                         | 0.9                                         | 0.6                                         | 0.1                                         | 0.5                                         | 0.5                                         | 0.1                                         | 1.6                                         | 1.4                                         | 2.7                                         | 15.1                                        |
| متوسط الرطوبة النسبية (%)                      | 76.3                                        | 75.3                                        | 73.3                                        | 70.5                                        | 65.0                                        | 53.8                                        | 53.0                                        | 55.6                                        | 60.8                                        | 66.6                                        | 69.1                                        | 74.5                                        | 66.1                                        |
| المصدر: الإدارة الوطنية للمحيطات والغلاف الجوي |                                             |                                             |                                             |                                             |                                             |                                             |                                             |                                             |                                             |                                             |                                             |                                             |                                             |

## وصلات خارجية
- مصوع، إريتريا